# Le Loup-garou de Paris (film)
Pour les articles homonymes, voir Le Loup-garou de Paris.
Série
Le Loup-garou de Londres
(1981)
Pour plus de détails, voir Fiche technique et Distribution.
Le Loup-garou de Paris (An American Werewolf in Paris) est un film réalisé par Anthony Waller et sorti en 1997. Production multinationale, il fait suite au Loup-garou de Londres, réalisé par John Landis et sorti en 1981. Il n'y a cependant aucun lien entre les deux films si ce n'est le thème du loup-garou.

## Synopsis
Trois jeunes Américains — Andy McDermott, Brad et Chris — arrivent à Paris. Ils se font enfermer discrètement dans la Tour Eiffel après l'heure de fermeture. Alors que ses deux camarades se mettent à boire après être grimpés au dernier étage, Andy se prépare à exécuter un saut à l'élastique. 
Leurs activités sont alors interrompues par l'arrivée d'une jeune fille qui tente de se suicider. Elle saute, Andy saute également avec la corde élastique attachée à ses pieds, il parvint à freiner sa chute quelques mètres avant le sol, la sauvant de la mort tandis qu'il se retrouve à l’hôpital. Andy et ses amis tentent ensuite de retrouver la trace de la jeune fille qui adopte envers eux une attitude étrange. 
Acceptant finalement un rendez-vous dans un bar parisien, Andy se fait agresser par un consommateur. La jeune femme, qui se prénomme Sérafine, prend alors la défense d'Andy en faisant preuve d'une force herculéenne. Sérafine demande à Andy qu'il cesse de vouloir la rencontrer, mais il passe outre et un jour en se rendant chez elle, c'est un dénommé Claude qui ouvre la porte. Ce dernier ne le fait pas entrer mais lui délivre une invitation pour une étrange soirée dans un site abandonné.

## Fiche technique
- Titre français : Le Loup-garou de Paris
- Titre original : An American Werewolf in Paris
- Réalisation : Anthony Waller
- Scénario : Tim Burns, Tom Stern et Anthony Waller, d'après les personnages créés par John Landis
- Musique : Wilbert Hirsch
- Photographie : Egon Werdin
- Montage : Peter R. Adam
- Décors : Matthias Kammermeier
- Costumes : Maria Schicker
- Production : Richard Claus, Alexander Buchman, Klaus Bauschulte, Jimmy de Brabant et Anthony Waller
- Sociétés de production : Canal+, Cometstone Productions, Davis-Films, Delux Productions et Hollywood Pictures
- Distribution : Metropolitan Filmexport (France), Buena Vista Pictures Distribution (États-Unis)
- Budget : entre 22[1] et 25[2] millions de dollars
- Pays d'origine :  États-Unis,  Royaume-Uni,  France,  Luxembourg,  Pays-Bas
- Format : couleurs - 1,85:1 - Dolby Digital - 35 mm
- Genre : comédie horrifique et fantastique
- Durée : 105 minutes
- Dates de sortie :
  - Royaume-Uni : 31 octobre 1997
  - États-Unis : 25 décembre 1997
  - Belgique : 22 avril 1998
  - France : 6 mai 1998
- Film interdit aux moins de 12 ans lors de sa sortie en France

## Distribution
- Tom Everett Scott (VF : Emmanuel Curtil ; VQ : Martin Watier) : Andy McDermott
- Julie Delpy (VF : elle-même ; VQ : Valérie Gagné) : Sérafine Pigot
- Vince Vieluf (VQ : François Sasseville) : Brad
- Phil Buckman (VQ : Sylvain Hétu) : Chris
- Julie Bowen (VQ : Lisette Dufour) : Amy Finch
- Pierre Cosso (VQ : Luis de Cespedes) : Claude
- Thierry Lhermitte (VF : lui-même ; VQ : Hubert Gagnon) : Dr. Thierry Pigot
- Tom Novembre (VF : lui-même ; VQ : Daniel Lesourd) : l'inspecteur LeDuc
- Maria Machado (VQ : Madeleine Arsenault) : le chef Bonnet
- Ben Salem Bouabdallah : le détective Ben Bou
- Serge Basso : l'officier avec le Flashlight
- Charles Maquignon : le videur
- Jochen Schneider : un loup-garou
- Alan McKenna : un loup-garou
- Hervé Sogne (de) : un loup-garou
- Anthony Waller : le conducteur du métro (caméo)

## Production
Des années après le premier film, Hollywood Pictures décide de produire une suite. La réalisation est proposée à John Landis, qui refuse. Il participera à l'écriture de quelques ébauches de scénario. Il n'est finalement pas impliqué dans le projet final. Le poste de réalisateur sera alors proposé au Britannique Anthony Waller, remarqué pour son film Témoin muet (1994).
Le tournage débute le 18 juin 1996. Il a lieu à Amsterdam, Luxembourg, New York, Metz (cimetière, place de la Comédie) et Paris (métro Porte des Lilas, Saint-Germain-l'Auxerrois, quai de Bourbon, cimetière du Père-Lachaise, ...).

## Bande originale
La musique du film est composée par Wilbert Hirsch. L'album commercialisé par Hollywood Records contient cependant davantage de chansons non originales présentes dans le film.
| 1.  | Mouth (The Stingray Mix)                 | Gavin Rossdale                               | Bush                 | 4:35 |
| 2.  | Psychosis                                | Roger Clyne / Arthur Edwards                 | The Refreshments     | 5:45 |
| 3.  | Normal Town (remix)                      | Kevin Griffin                                | Better Than Ezra     | 3:38 |
| 4.  | Never, Never Gonna Give Ya Up            | Barry White                                  | Cake                 | 3:49 |
| 5.  | Sick Love                                | Eddie Kurdziel / Jeff McDonald               | Redd Kross           |      |
| 6.  | Break the Glass                          | Grant Lukacinsky                             | The Suicide Machines | 3:09 |
| 7.  | Human Torch                              | Tony Scalzo                                  | Fastball             | 2:42 |
| 8.  | Soup Kitchen                             | Grant Shanahan                               | Eva Trout            | 4:02 |
| 9.  | Hardset Head                             | cEvin Key / Nivek Ogre                       | Skinny Puppy         | 4:05 |
| 10. | Turned Blue                              | Jimmy Newquist                               | Caroline's Spine     | 3:03 |
| 11. | Downtime                                 | Paul Andrews / Gareth Prosser / Dan Woodgate | Fat                  | 3:35 |
| 12. | Adrenaline                               | Phunk Junkeez                                | Phunk Junkeez        | 2:24 |
| 13. | If I Could (What I Would Do)             | Peter Daou / Vanessa Daou                    | Vanessa Daou         | 3:32 |
| 14. | Loverbeast in Paris                      | Smoove Diamonds                              | Smoove Diamonds      | 3:42 |
| 15. | Theme from An American Werewolf in Paris | Wilbert Hirsch                               | Wilbert Hirsch       | 1:51 |

Certains morceaux présents dans le film sont cependant absents de l'album :
- Daphnis et Chloé, composé par Maurice Ravel et interprété par le Royal Gebouw Concert Orchestra
- Walking on the Sun, interprété par Smash Mouth
- Me Compassionate, interprété par Soak
- I'm the Wolf, interprété par Howlin' Wolf
- Hardset Head, interprété par Skinny Puppy

## Accueil

### Critique
Le film reçoit des critiques majoritairement négatives. Sur l'agrégateur américain Rotten Tomatoes, il récolte 7% d'opinions favorables pour 29 critiques et une note moyenne de 3,70⁄10. Le consensus du site est : « Nettement inférieur à son prédécesseur classique et culte à tous points de vue, An American Werewolf in Paris est abattu par les balles d'argent de la narration maladroite et des effets spéciaux tape-à-l'œil ». Sur Metacritic, il obtient une note moyenne de 31⁄100 pour 13 critiques.
Plusieurs critiques pointent du doigts les effets speciaux du film. Contrairement au premier, qui utilisait le maquillage de Rick Baker (récompensé par un Oscar), celui-ci a recours aux effets spéciaux numériques,.
Dans Les Inrockuptibles, on peut notamment lire « Quelques-unes des idées originales du film de John Landis sont réutilisées sans vergogne (le meilleur ami tué par un loup-garou qui réapparaît en état de décomposition, le loup-garou dans le métro...) tandis que les règles essentielles de la lycanthropie sont bafouées (les scénaristes ont oublié  ou ne savent pas  que seules des balles d'argent peuvent tuer un loup-garou). Le résultat dépasse en bêtise, en laideur et en incompétence la pire des séries Z européennes telles qu'on les réalisait à la chaîne il y a trente ans. Le charme de Julie Delpy méritait davantage qu'une caleçonnade aussi sinistre. »

### Box-office
Contrairement au premier film, Le Loup-garou de Paris n'est pas un succès commercial. Produit pour environ 25 millions de dollars, il ne récolte que 31 millions de dollars dans le monde.
| Pays ou région    | Box-office      | Date d'arrêt du box-office | Nombre de semaines |
| ----------------- | --------------- | -------------------------- | ------------------ |
| États-Unis Canada | 26 570 463 $    | 8 janvier 1998             | 3                  |
| France            | 263 188 entrées | -                          | -                  |
| Total mondial     | 31 742 270 $    | -                          | -                  |

## Distinctions
Au festival Fantastic'Arts de Gérardmer 1998, le film obtient trois récompenses : le grand prix, le prix du public et le prix Fun Radio. Aux MTV Movie & TV Awards 1998, le film est nommé dans la catégorie meilleure chanson de film pour Mouth du groupe Bush. Le film est par ailleurs nommé aux Stinkers Bad Movie Awards 1997 dans la catégorie de la pire suite, finalement attribué à Speed 2 : Cap sur le danger.

## Fin alternative
Il existe une fin alternative du film. Après qu'Andy a mangé le cœur de Claude, Sérafine a une vision de son beau-père à l'arrière de l'ambulance, expliquant comment il a trouvé un remède avant sa mort. On voit ensuite que Sérafine et Andy ont un enfant dont les yeux apparaissent soudain comme ceux d'un loup-garou.[réf. nécessaire]